# Emanuela Gabella
Emanuela Gabella (Roma, 25 luglio 1969) è un'ex pentatleta italiana.

## Palmarès
In carriera ha conseguito i seguenti risultati:
- Mondiali:

Sydney 1991: argento nel pentathlon moderno staffetta a squadre ed a squadre.
Darmstadt 1993: argento nel pentathlon moderno staffetta a squadre.
Sheffield 1994: oro nel pentathlon moderno a squadre.
Basilea 1995: argento nel pentathlon moderno staffetta a squadre.
Siena 1996: argento nel pentathlon moderno staffetta a squadre.
Mosca 1997: oro nel pentathlon moderno staffetta a squadre ed a squadre.
Budapest 1999: argento nel pentathlon moderno staffetta a squadre.
Pesaro 2000: bronzo nel pentathlon moderno a squadre.
- Europei

Tampere 1999: argento nel pentathlon moderno staffetta a squadre.